# 開封テレビ塔
開封テレビ塔（かいほうテレビとう、開封電視塔）は、中華人民共和国の河南省開封市にある、1999年に完成した高さ268mの電波塔である。